# Carlos María Perier y Gallego
Carlos María Perier y Gallego (Hellín, 2 d'agost de 1824 - Carrión de los Condes, 27 de gener de 1893) va ser un polític, publicista, filòsof i posteriorment sacerdot jesuïta espanyol, diputat i senador a Corts durant la restauració borbònica.

## Biografia
Entre 1872 i 1879 va dirigir el periòdic La Defensa de la Sociedad, una de les grans revistes intel·lectuals de l'època, on va publicar una obra incansable de tipus filosòfic i polític. Va ser director de Gracia i Justícia en el Ministeri d'Ultramar, senador i diputat a Corts per Hellín en tres ocasions: en 1858, 1865 i 1876. La base del seu pensament filosòfic-polític la xifrava en la família, a la qual considerava "l'element cardinal de la societat". En les Corts es va distingir per la defensa d'ideals tradicionals i catòlics i de 1879 a 1881 fou senador per la província d'Albacete.
La seva labor literària més important la va desenvolupar en la Reial Acadèmia de Ciències Morals i Polítiques, on hi va llegir els seus assaigs més importants, la major part de temes candents socials i de política internacional. Presentà a les Corts la primera petició de vot femení. Fou un destacat membre de l'escola pidalina. El 6 d'octubre de 1887 ingressà en la Companyia de Jesús als 63 anys, i en 1890 s'ordenava sacerdot.

## Obres
- Sobre la guardería rural en España (1864)
- La armonía en la civilización (1884)